# 富岡村 (静岡県磐田郡)
富岡村（とみおかむら）は、静岡県磐田郡にあった村である。

## 沿革
- 1889年10月1日 - 町村制施行に伴い豊田郡富岡村が成立。
- 1896年4月1日 - 豊田郡が山名郡とともに磐田郡へ編入される。
- 1955年3月31日 - 井通村と合併して豊田村となる。

## 交通

### 鉄道路線
- 光明電気鉄道（1928年 - 1936年）
  - 光明電気鉄道線
    - 加茂東駅 - 三ツ入駅